# Boccia (sport)

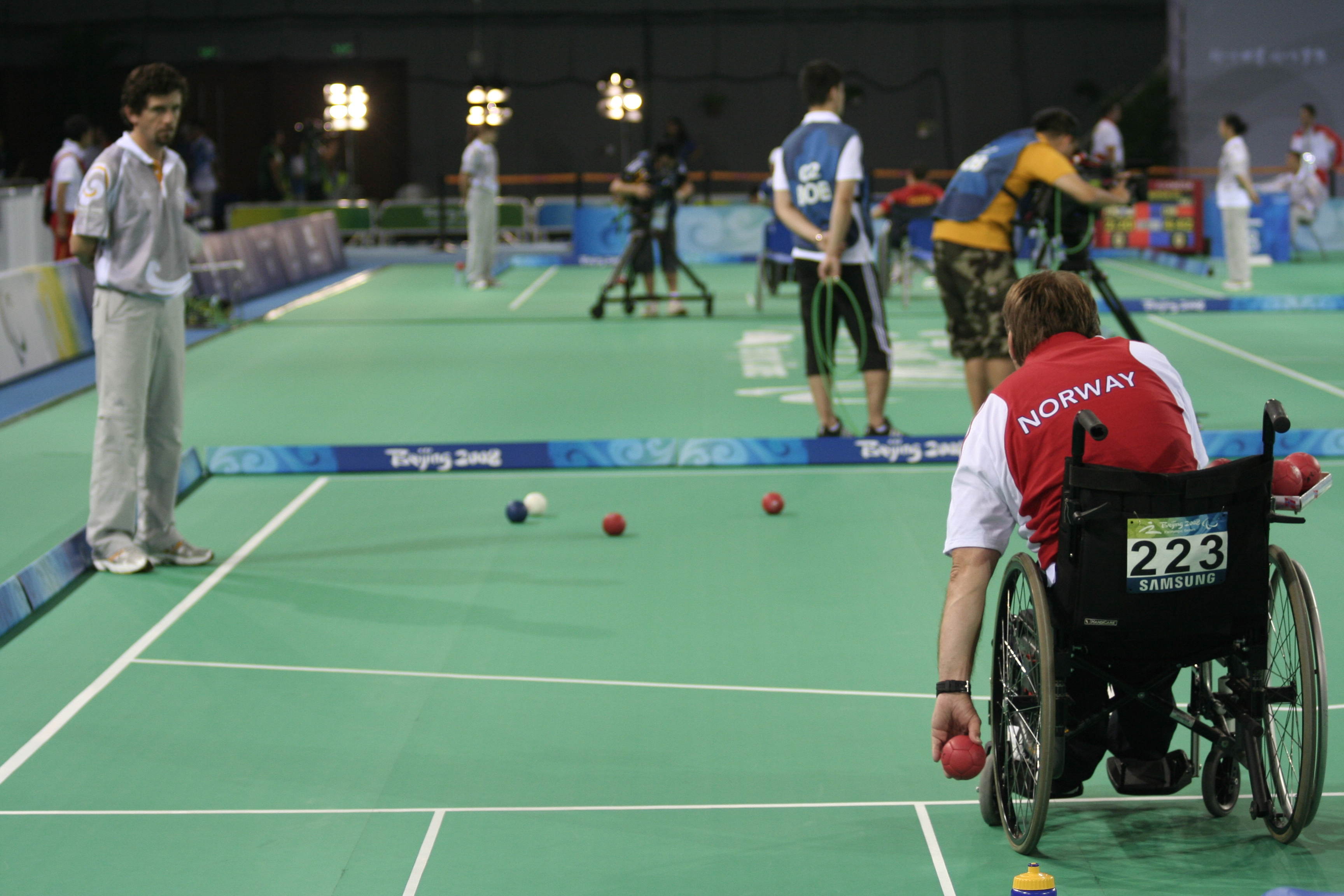
Nella foto l'atleta norvegese John Nørsterud in una partita paralimpica di boccia

La boccia è uno sport per disabili (cerebrolesi, tetraplegici, atleti con patologie neurologiche ed i cosiddetti les autres), facente parte del programma dei Giochi paralimpici.

## Descrizione
La boccia è uno sport molto simile ad un altro sport paralimpico: il bowls (che lo è stato per sette edizioni consecutive dal 1984 al 1996). Si tratta di uno sport che richiede precisione e controllo muscolare, come avviene anche nello sport per normodotati delle bocce, solo che in questo caso gli atleti che lo praticano sono in carrozzina oppure cerebrolesi.
Tutte le competizioni sono "open" (aperte sia agli uomini che alle donne) e possono essere sia a livello individuale che a squadre. Lo scopo del gioco è quello di avvicinarsi al pallino avendo a disposizione sei bocce, ognuna di diverso colore per ciascuna squadra.

## Storia
È uno sport praticato in gran parte del mondo e, attualmente, è sport paralimpico da sette edizioni consecutive dei Giochi paralimpici a partire da New York nel 1984 in occasione dei VII Giochi paralimpici estivi.